# Conrad Busse
Conrad Heinrich Busse, auch Konrad Busse (* 26. August 1837 in Berlin; † 1. Juli 1880 ebenda) war ein deutscher Architekt und Eisenbahnbaumeister.

## Biografie
Conrad Busse wurde als Sohn des Architekten Carl Ferdinand Busse und dessen Ehefrau Ottilie Wilhelmine Ludovica Philippine von Arnim in Berlin geboren und absolvierte, wie seine Brüder Carl und August, ein Studium an der Bauakademie in Berlin, wo er 1859 seine Bauführerprüfung machte, für die er 1860 eine Reiseprämie erhielt. Die Reise führte ihn nach England, wo er sich über das Eisenbahnwesen informierte und darüber 1868 einen Bericht über englische Bahnhöfe veröffentlichte.
Ab 1860 war er Mitglied im Architektenverein und 1867 wurde er Mitglied im Verein für Eisenbahnkunde. 1868 erhielt er den Schinkelpreis des Architektenvereins für seinen Entwurf „Vereinshaus“.
Im Winter 1868/69 ging er als Oberingenieur für ein Eisenbahnprojekt des „Eisenbahnkönigs“ Strousberg nach Galatz in Rumänien, wo er von seinem Schwager Karl Waechter unterstützt wurde. Im Juli 1869 wurde er nach Berlin zurückgerufen und schied aus dem Dienst aus.
1871 wurde er zum Eisenbahn-Baumeister ernannt und als solcher im Bereich der Oberschlesischen Eisenbahn-Verwaltung angestellt.
Für die 1872 eigens für die Bebauung des Tiergartenviertels in Berlin gegründete Berlin-Hamburger Immobilien-Gesellschaft, deren technischer Direktor er zusammen mit seinem Bruder Otto Busse zunächst war, erstellte er einen Bebauungsplan. Für ein Gesuch dieser Gesellschaft beim Handelsministerium um die Konzession zu Vorarbeiten für den Bau einer Central-Eisenbahn durch das Innere der Stadt Berlin, lieferte er die Entwürfe.
Von 1875 bis 1877 war er bei Theodor Stein am Stettiner Bahnhof tätig. Er fertigte auch zahlreiche Bauaufnahmen für Friedrich Adlers Publikationen über Backsteinbauten. 1879 wurde er zum Garnison-Baumeister in Berlin ernannt.
Busse war seit 1868 verheiratet mit Marie Elise Waechter (1849–1916), Tochter des Stettiner Kaufmanns Julius Leonhard Waechter.

## Schriften
- Über englische Bahnhöfe. In: Edmund Heusinger von Waldegg (Hrsg.): Organ für die Fortschritte des Eisenbahnwesens in technischer Beziehung, Organ des Vereins Deutscher Eisenbahnverwaltungen. Band 5. C. W. Kreidel’s Verlag, Wiesbaden 1868, S. 1–5 und 50–55. (Volltext in der Google-Buchsuche).